# Černostudnická hornatina
Černostudnická hornatina je geomorfologický okrsek v Jizerských horách, který zahrnuje jižní okraj Jizerské hornatiny. Rozkládá se na ploše o výměře 28,88 km². Tvořen je středně zrnitým muskovit-biotitickým granitem a část je fylitového složení. Nejvyšším vrcholem je Černá studnice (872 m n. m.) a k dalším vrcholům se řadí Pustina (831 m n. m.) a Muchov (787 m n. m.). Ve středních partiích je převážně, jinde středně až málo zalesněná s převažujícím smrkovým či smíšeným porostem a buky. V okrajových částech se vyskytuje také zástavba. Lokalita je využívána příznivci turistiky a slouží též jako středisko zimních sportů.